# Malmkrog
Malmkrog (rumänisch Mălâncrav, ungarisch Almakerék, siebenbürgisch-sächsisch: Malemkref) ist ein Ort in der Region Siebenbürgen in Rumänien.

## Geografische Lage

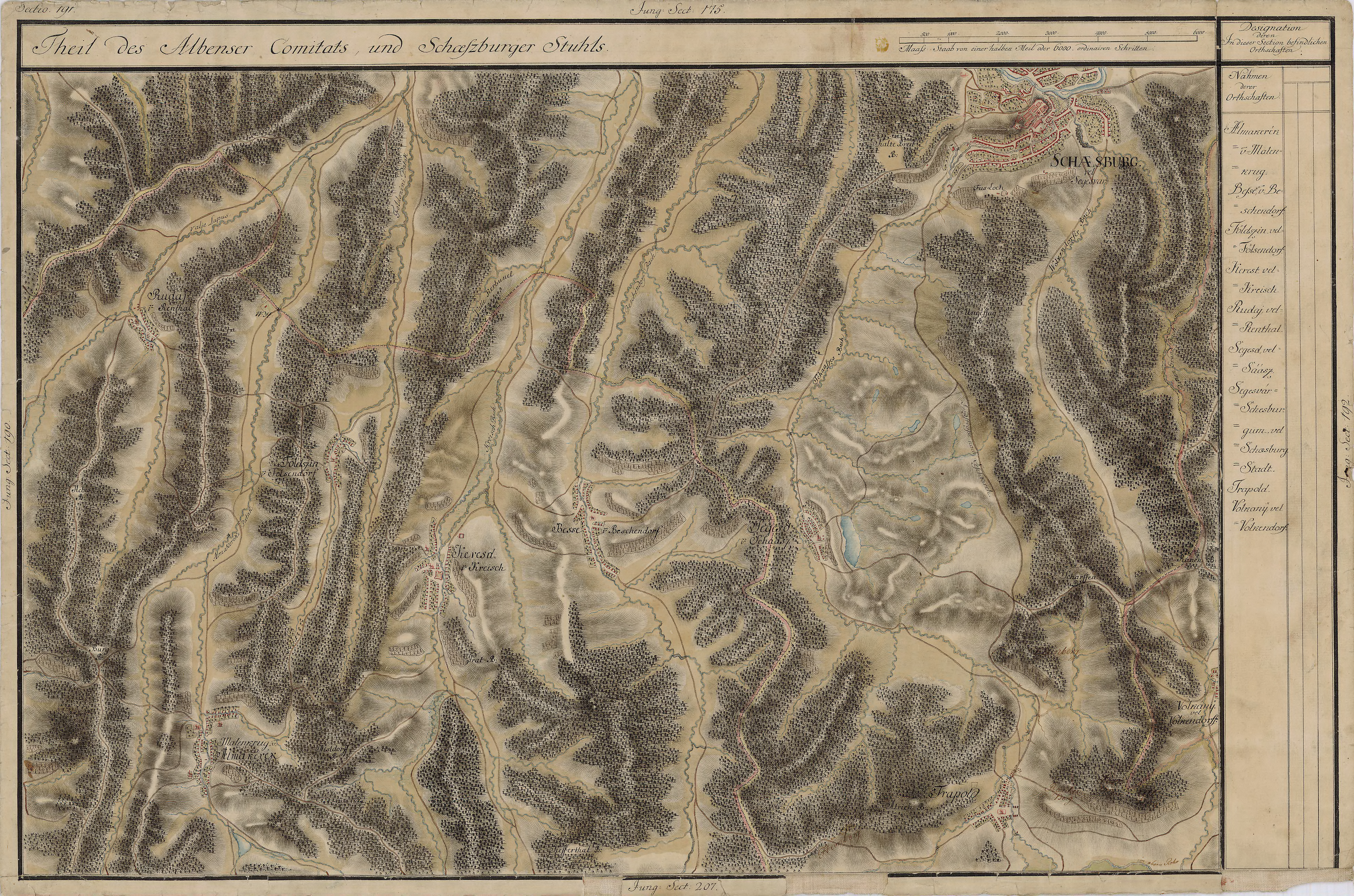
Malenkrug in der Josephinischen Landaufnahme von 1769 bis 1773.

Das Dorf liegt im Norden des Kreises Sibiu, in einem Seitental der Târnava Mare (Große Kokel), 32 Kilometer südwestlich von Sighișoara (Schäßburg) und 12 Kilometer von Laslea (Großlasseln) entfernt.

## Geschichte

Wappen der Adelsfamilie Apafi

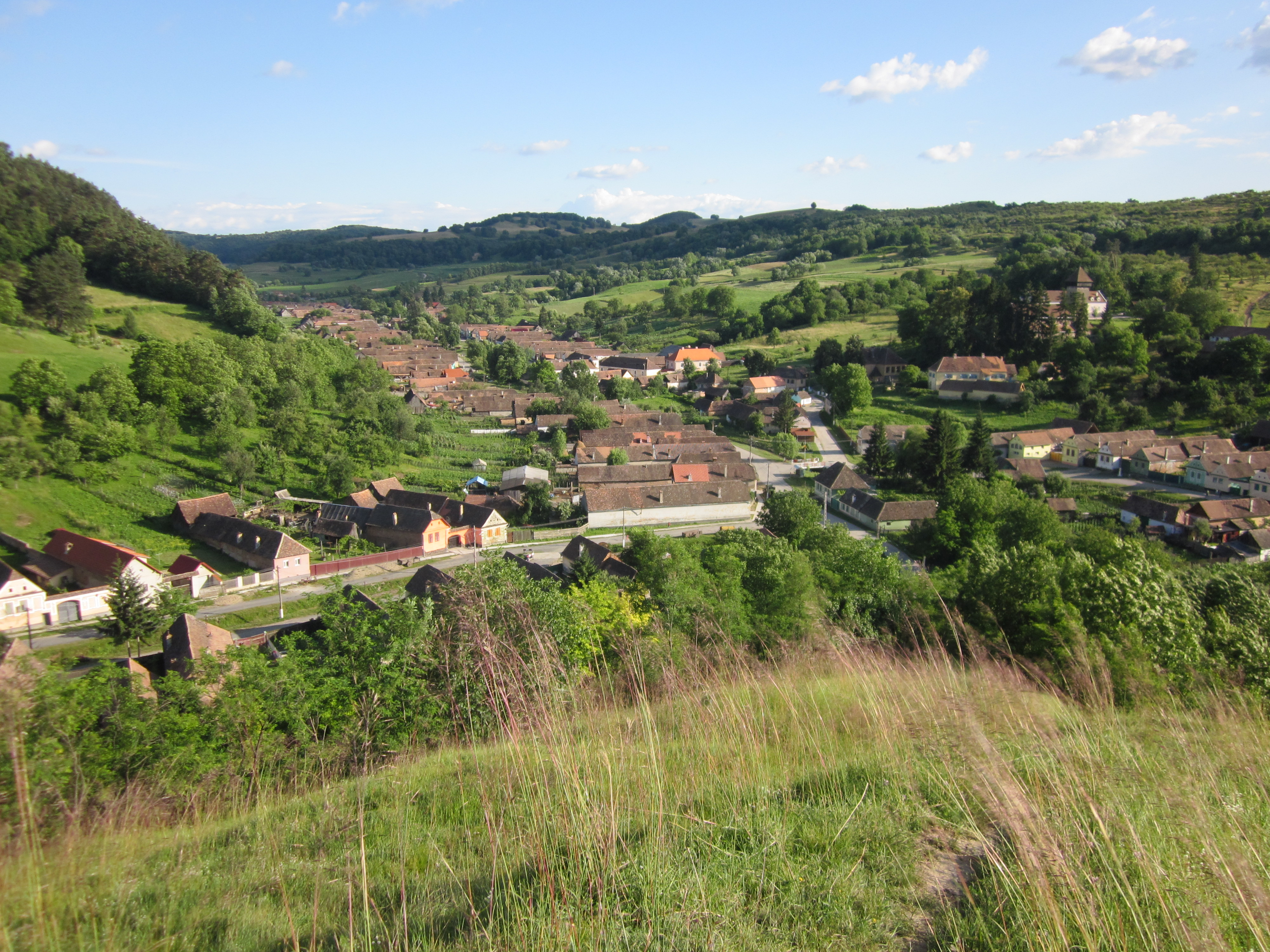
Malmkrog

Malmkrog ist eines der wenigen Dörfer in Siebenbürgen, in denen es sowohl ein ungarisches Adelsschloss als auch eine sächsische Kirchenburg gibt. Das Dorf war zwar seit dem Mittelalter hauptsächlich von Siebenbürger Sachsen bewohnt, gehörte jedoch nicht zum sächsischen Königsboden. Viel mehr stand es im direkten Besitz der ungarischen Adelsfamilie Apafi (z. B. Michael I. Apafi), die zu den führenden Familien des ungarischen Adels in Siebenbürgen gehörte. In Malmkrog befand sich auch der Stammsitz der Apafis. Zusammen mit den Dörfern Kreisch, Rauthal, Neudorf und Peschendorf (rumänisch Stejăreni) bildete es ein zwischen dem Schäßburger Stuhl und dem Mediascher Stuhl gelegenes Praedium, das vom ungarischen König nach Komitatsbodenrecht vergeben wurde.

### 14.–15. Jahrhundert; Namen, Kirche

Plan der Kirchenburg

Erstmals urkundlich erwähnt wurde Malmkrog im Jahr 1305 im lateinisch verfassten Testament des Adeligen Apa, dem Begründer der Familie. Dieser teilte seinen Besitz unter seinen Nachkommen auf. Malmkrog ging zusammen mit Neudorf und Peschendorf an seinen jüngsten Sohn Gregorius. Nach einem Streit wurde diese Nachfolge erst 1340 von der Hermannstädter Provinzialversammlung urkundlich anerkannt. Darin wird das Dorf als Halbencragen bezeichnet, aus dem sich später in der sächsischen Aussprache Almkragen, Halmkrog und dann Malmkrog entwickelte. Der ungarische Name Almakerek, bzw. Albkarak bedeutet „runder Apfelwald“. Es ist jedoch unklar, ob die sächsische oder die ungarische Form die ältere ist.
Erster urkundlich erwähnter Sachse ist der Pfarrer Herricus von Malmkrog, der 1309 in einem Zehntstreit zwischen sächsischen Dechanten als Mitglied des Kreischer Kapitels genannt wird. Aus dem Jahr 1424 ist ein päpstliches Schreiben erhalten, in dem Nikolaus (Miklós) Apafis gestattet wird, im Dorf eine Heiligen-Blut-Kapelle zu errichten (capellae Sanguinis Christi in Malencrach Transiluaniae). Es ist unklar, ob eine solche Kapelle jemals errichtet wurde, doch die Forschung vermutet, dass damit die damals noch katholische sächsische Kirche bzw. ein dafür vorgesehener Anbau gemeint sein könnte. Vom kunsthistorischen Befund muss die Kirche damals schon existiert haben, da sie in romanischem Stil gebaut ist und die gotischen Fresken um das Jahr 1350 datiert werden. Es wird weiters vermutet, dass die Kirche ein lokaler Wallfahrtsort gewesen sein könnte, da sie für das Dorf ungewöhnlich groß ist.
Die romanische Kirche ist im Chor mit vorreformatorischen Fresken aus dem 14. Jahrhundert ausgestattet, was für eine evangelische Dorfkirche in Siebenbürgen eine Seltenheit ist. Während in vielen sächsischen Kirchen im Zuge der Reformation die mittelalterlichen Fresken übermalt oder bei späteren Umbauten zerstört wurden, sind sie in Malmkrog bis heute vorhanden. Die Fresken sind besonders in der Apsis sehr gut erhalten, im Schiff – das später entstanden sind – weniger gut. Der gotische Malstil der Fresken deutet auf Einfluss aus Südtirol, der über Böhmen nach Siebenbürgen gelangt ist.
Der Malmkroger Altar, ein spätgotischer, um 1495 entstandener Flügelaltar ist mit seiner prachtvollen Madonnendarstellung auf der Mitteltafel und weiteren Szenen aus dem Marienleben der einzige mit seinen Tafelgemälden unverändert erhaltene vorreformatorische Marienaltar des Landes.

### Apafi-Schloss

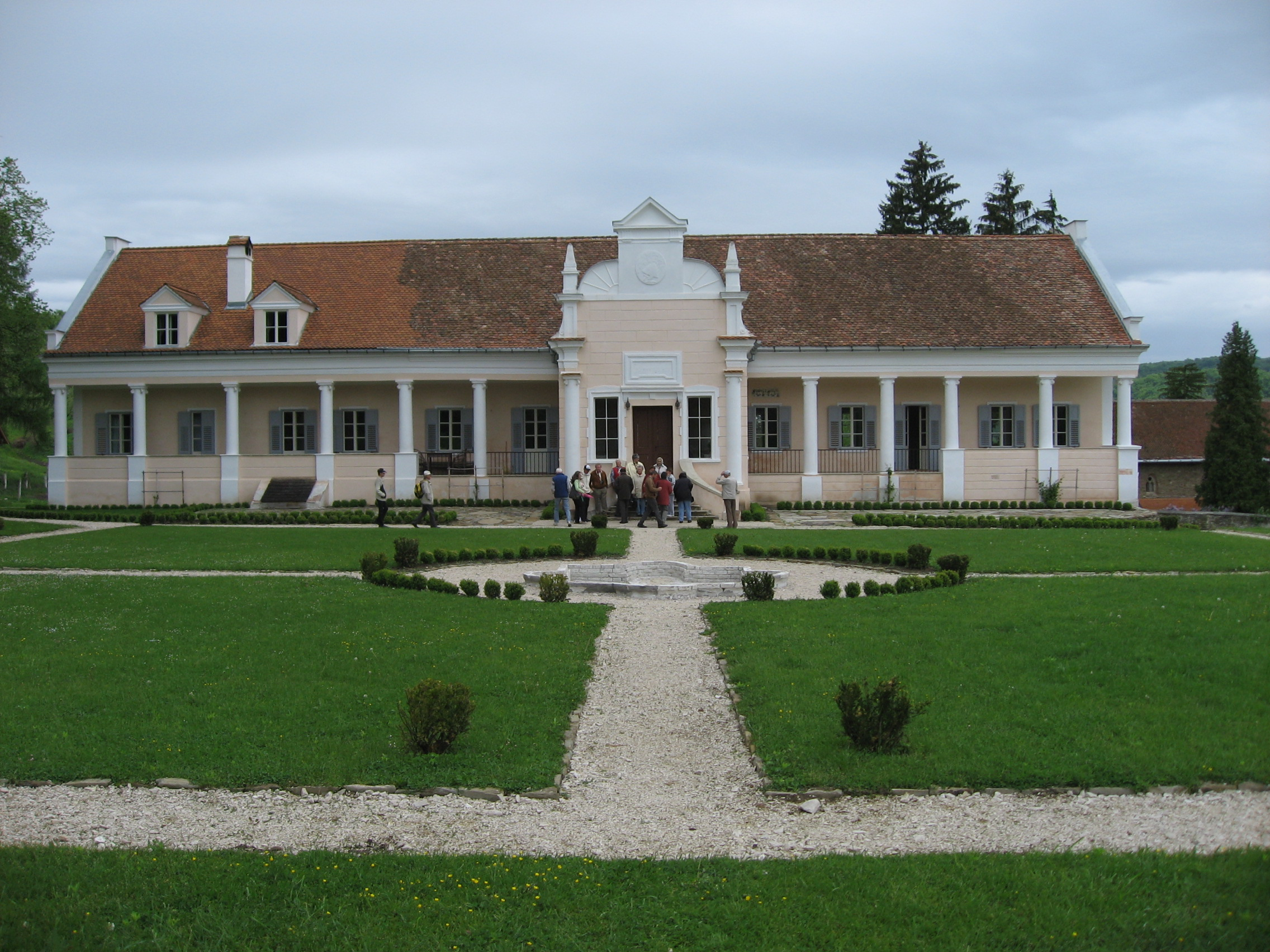
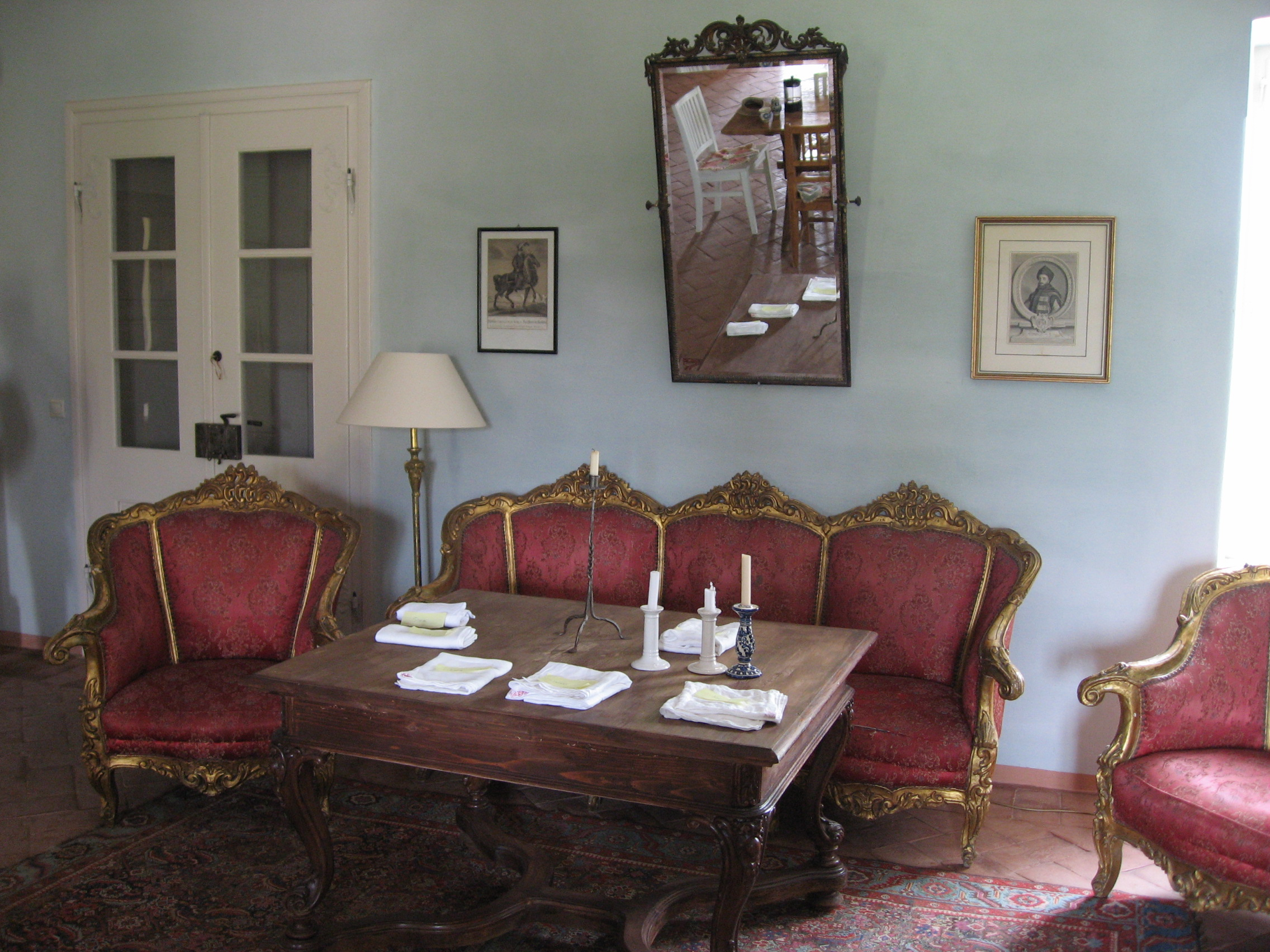
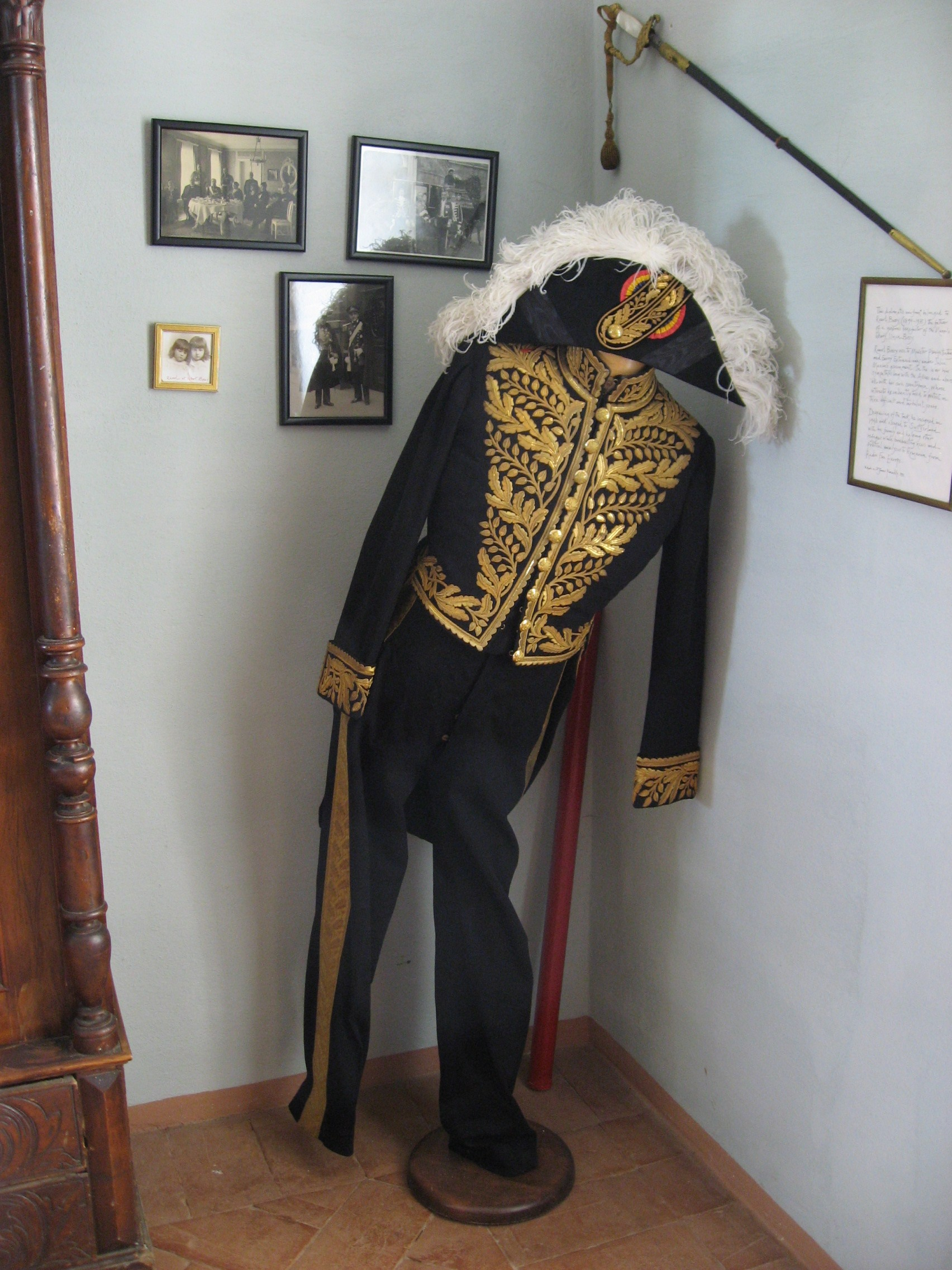
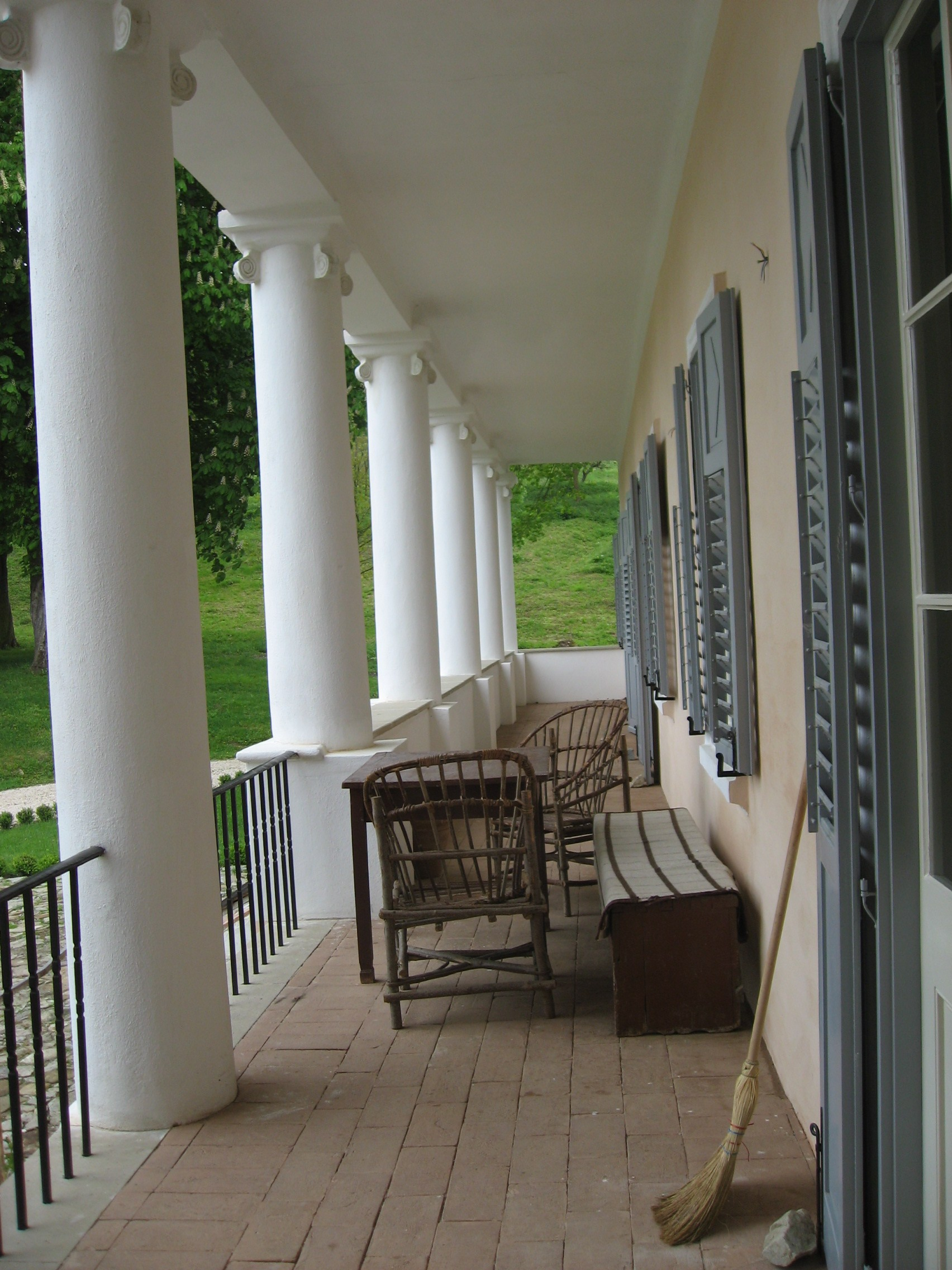
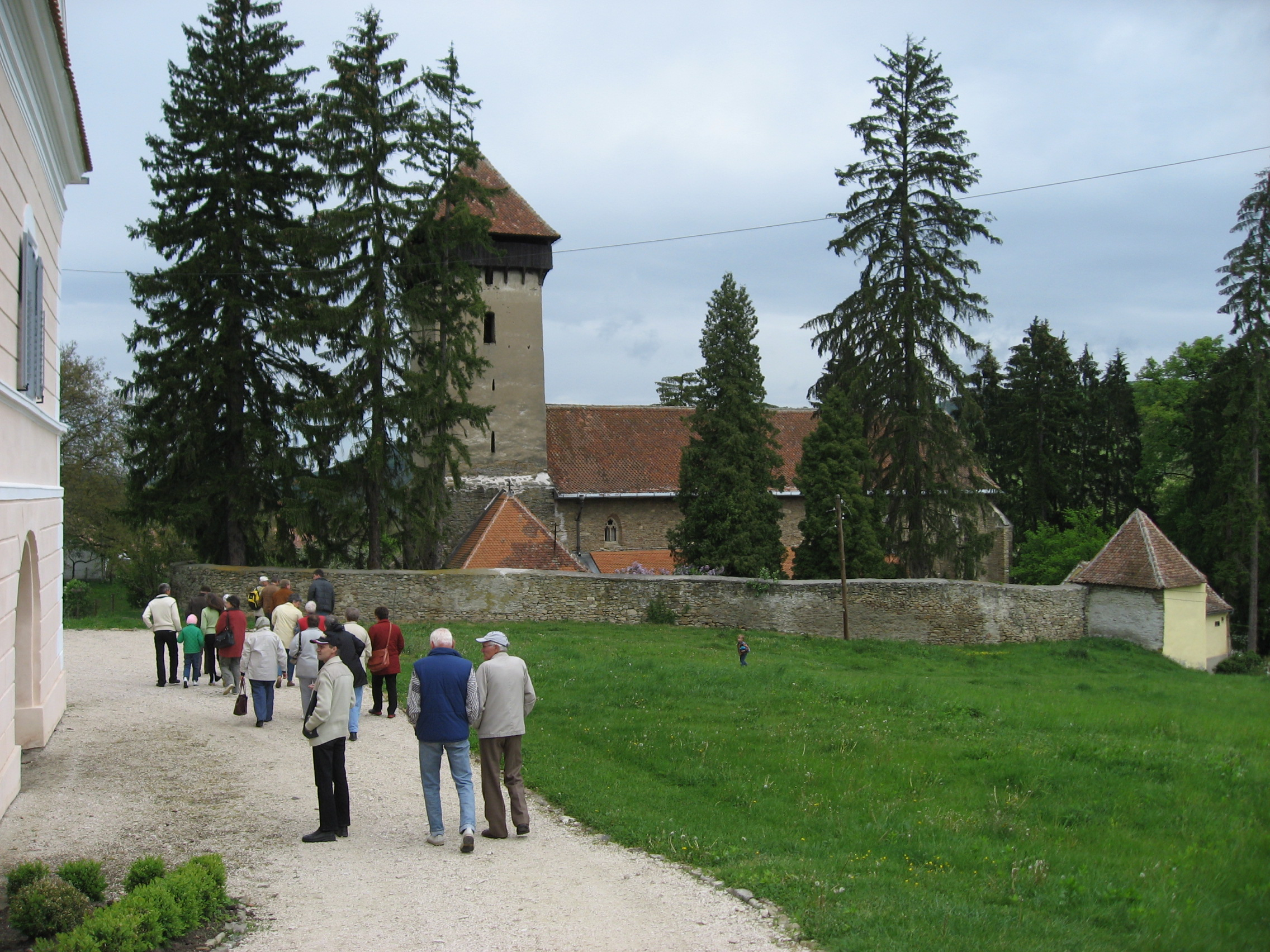

Das Schloss der Apafis geht wahrscheinlich auf einen Bau des 15. Jahrhunderts zurück. Im Jahr 1468 belehnte der ungarische König Matthias Corvinus den Woiwoden Nikolaus Csupor mit dem Praedium um Malmkrog, doch schon 1473 konnte die Familie Apafi den Besitz zurückgewinnen. Zwischen 1679 und 1778 wurde das Schloss umgebaut und dem Stil des Barocks angepasst. Im 18. Jahrhundert starb die Familie Apafi aus und der Besitz wurde durch Entscheid am habsburgischen Hof in Wien von ihren nahen Verwandten, der Familie Bethlen, im Jahr 1775 übernommen. Die bäuerlichen Bewohner des Dorfes waren bis ins 19. Jahrhundert Leibeigene dieser Magnatenfamilien. Dennoch müssen sie in relativem Wohlstand gelebt haben, da die Kirchenburg von Malmkrog besonders prächtig geschmückt ist.

### Rumänische und ungarische Gotteshäuser
Im 18. Jahrhundert wurde am nördlichen Rand des Dorfes erstmals auch eine orthodoxe Kirche für die rumänische Bevölkerung errichtet, deren Turm jedoch nicht aus dieser Zeit stammt. Im Jahre 1969 wurde der baufällige alte Turm abgetragen und ein neuer errichtet. Für die ungarische Bevölkerung wurde ein reformiertes Bethaus und eine katholische Kapelle errichtet.

### 19. Jahrhundert
Während der Revolution von 1848/49 wurde das Schloss von aufständischen Bauern geplündert. Außer der Kirche und dem Herrschaftshaus gab es zu dieser Zeit nur ein gemauertes Haus. Aus dem Jahr 1865 berichtet der englische Reisende Charles Boner, dass die Bewohner von Malmkrog nach Abschaffung der Leibeigenschaft ihre alten Hütten niedergerissen haben und stattdessen Steinhäuser errichtet haben.

### 20. und 21. Jahrhundert
Nach dem Ersten Weltkrieg kaufte die evangelische Kirchengemeinde die Herrschaftsgebäude und nutzte sie als Ersatz für die in Reparatur befindliche Kirche sowie später als Festsaal und Kindergarten. Dabei untersuchte Victor Roth erstmals die mittelalterlichen Fresken der Kirchenburg und konnte Graffiti an den Fresken entziffern, die bis auf das Jahr 1405 oder 1404 zurückgehen.
In der Zeit des Kommunismus wurde das ehemalige Apafi-Schloss enteignet und in Staatsbesitz übertragen. Es verfiel jedoch zusehends, bis es nach der rumänischen Revolution von 1989 nur noch eine Ruine war. Ende der 1990er Jahre nahm sich die von Prinz Charles unterstützte Mihai-Eminescu-Stiftung des Gebäudes an und renovierte es aufwendig. Im Jahr 2007 wurde es neu eröffnet und bietet nun luxuriöse Unterkunft für Touristen.
In den Jahrzehnten des Kommunismus und besonders nach der Revolution wanderte ein größerer Teil der sächsischen Bevölkerung nach Deutschland aus, wodurch die Einwohnerzahl zurückging.

## Bevölkerung
Von 1850 bis 2002 etwikelte sich die Bevölkerung in Malmkrog wie folgt:

### Evangelische romanische Kirche

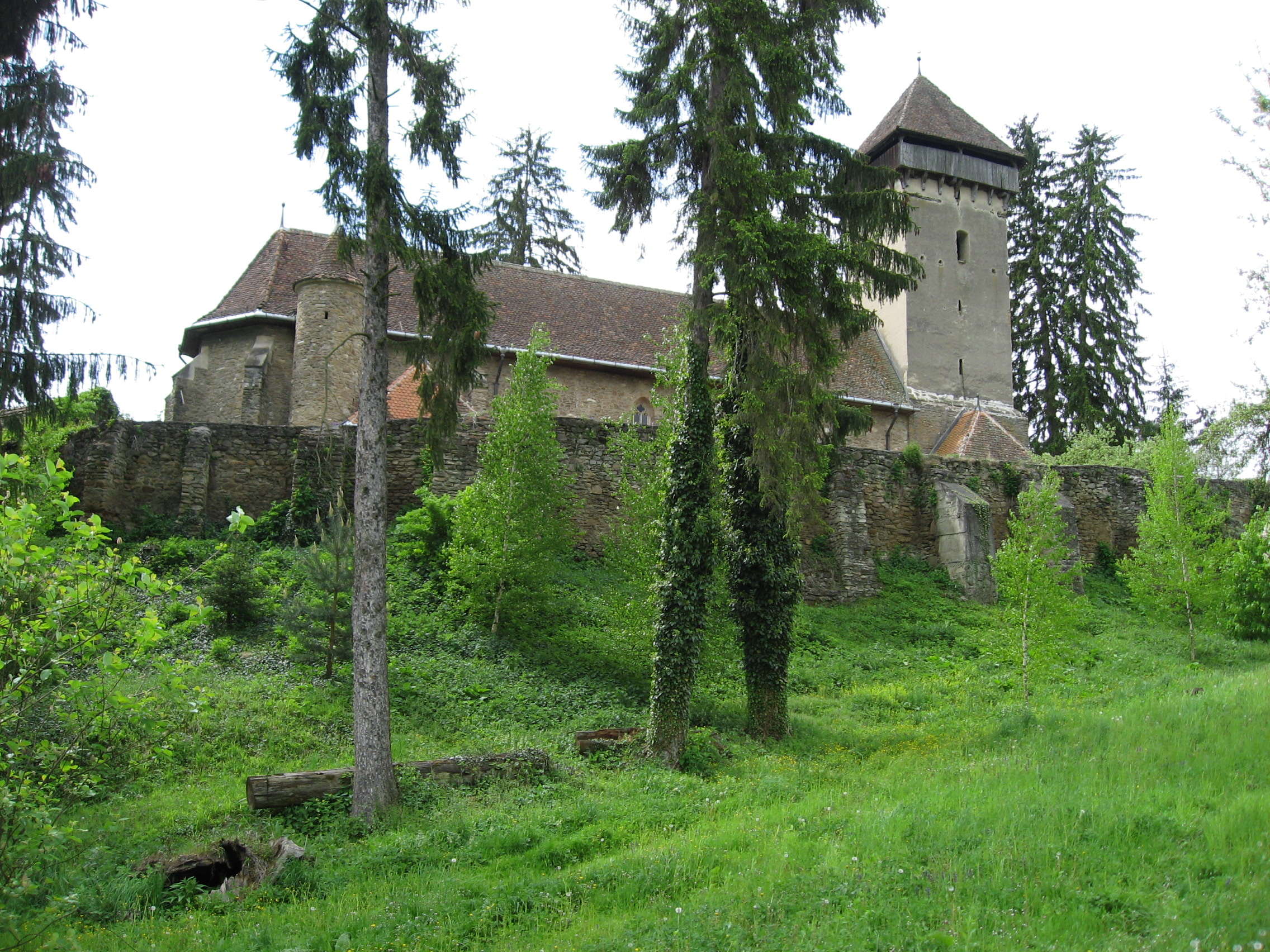
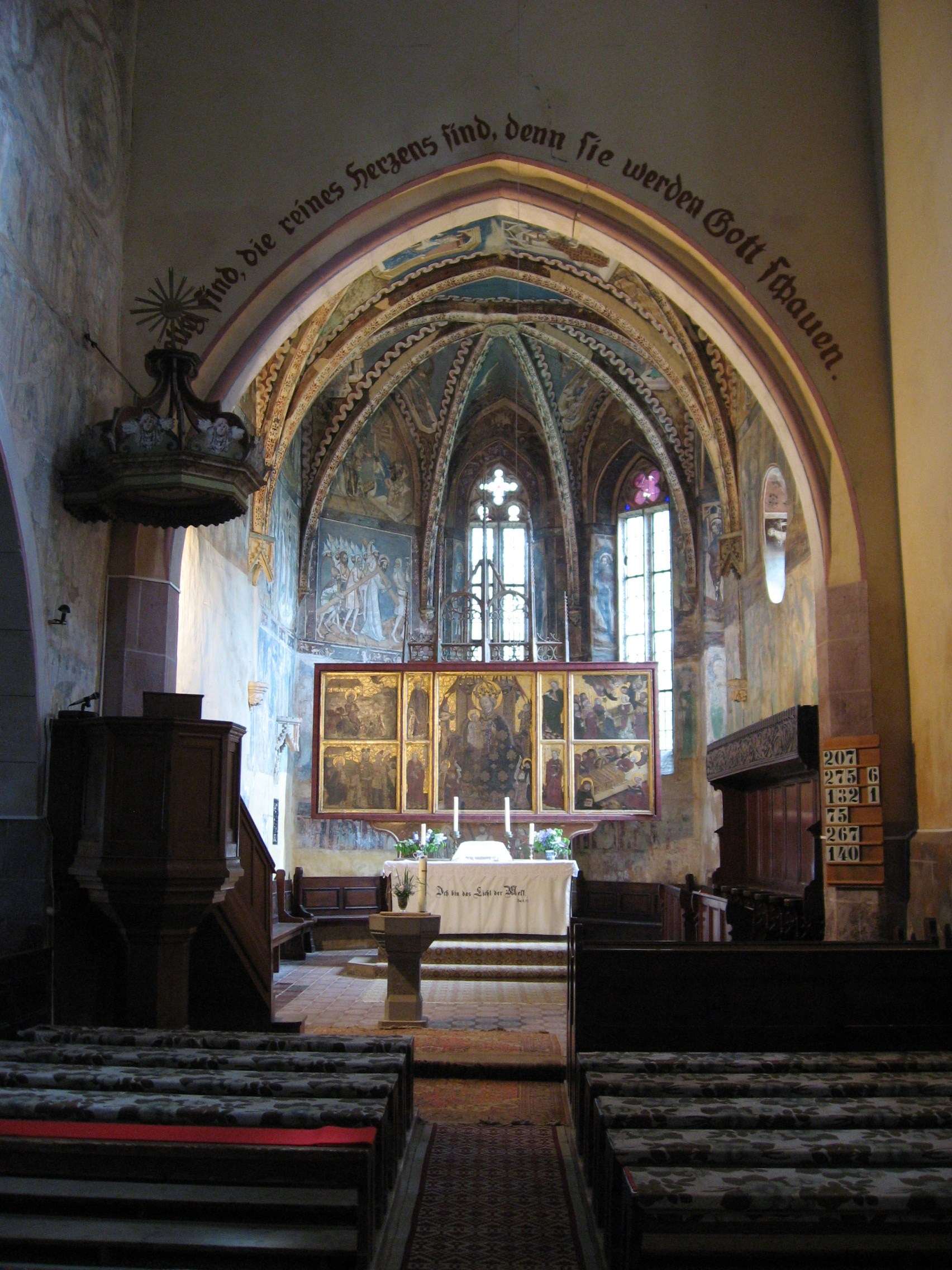
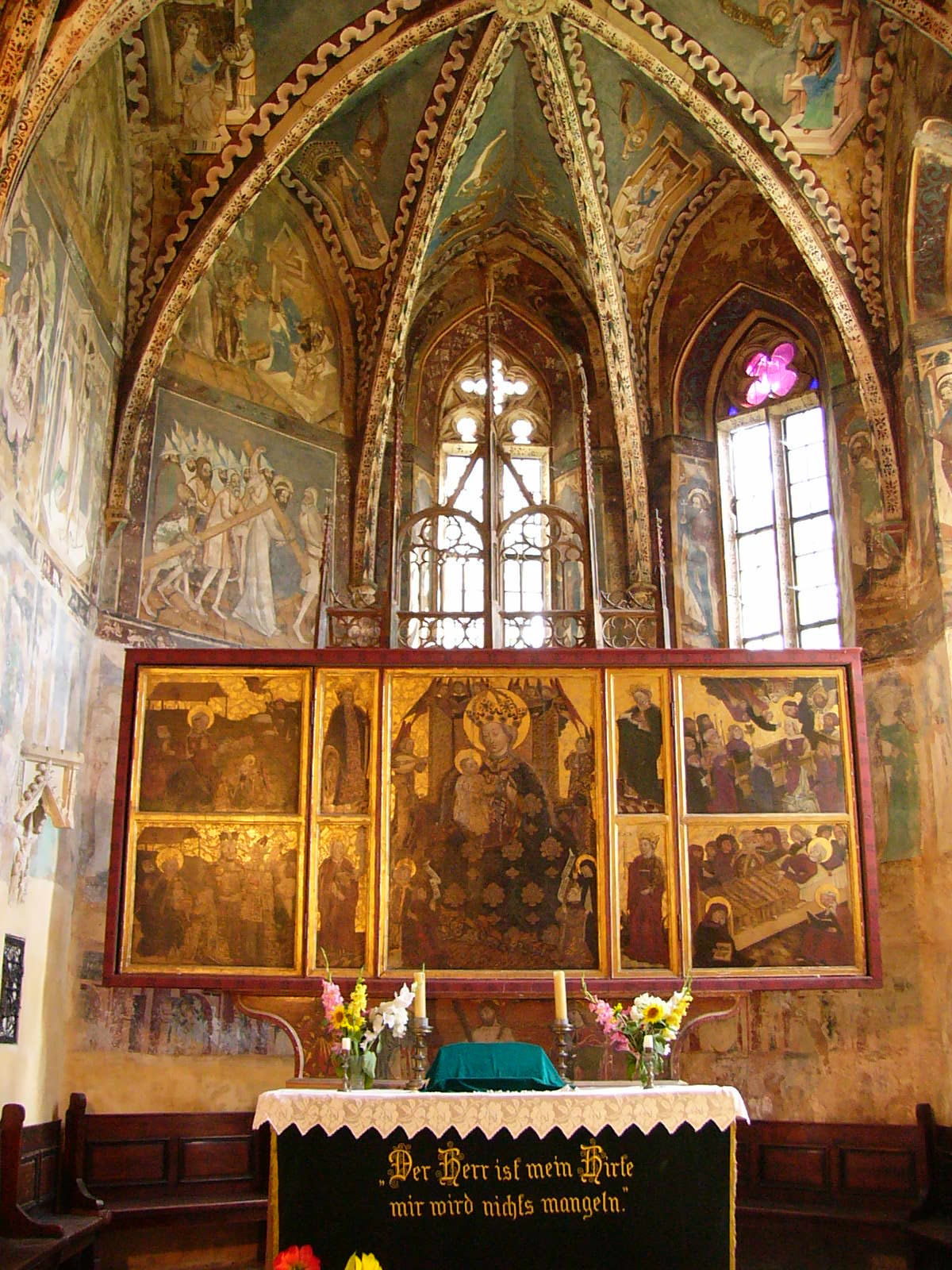
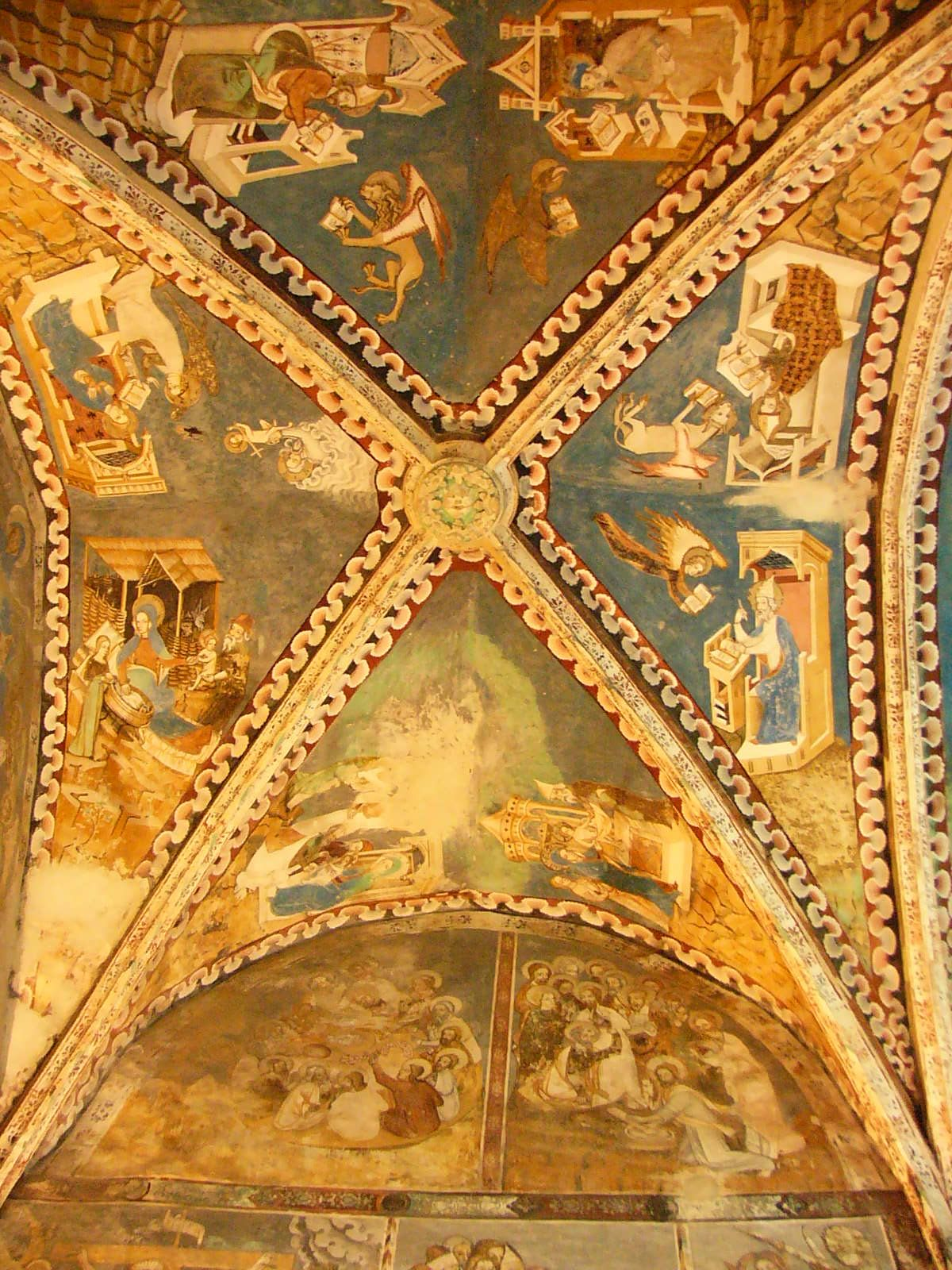
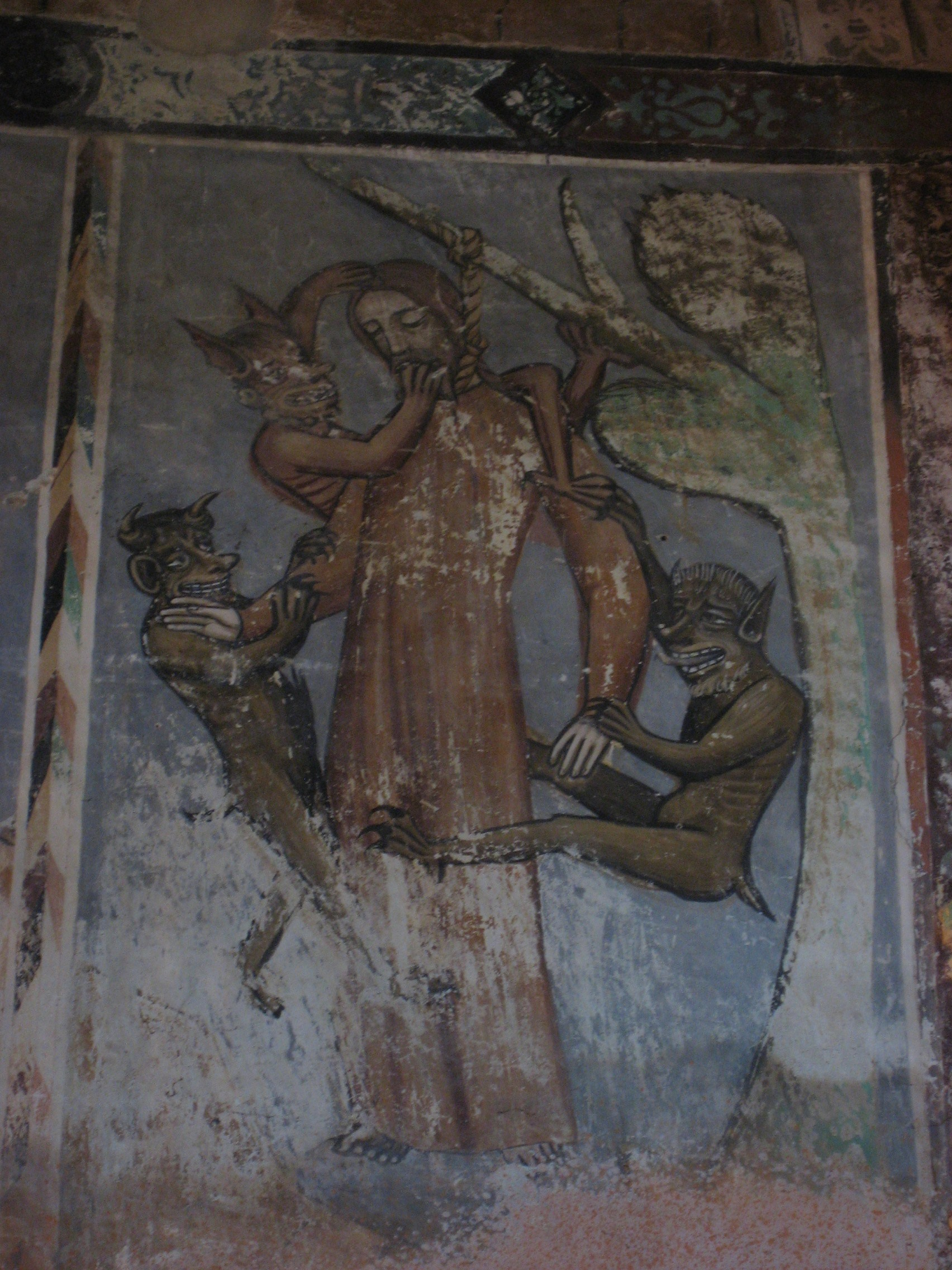